# ويليام دوغرتي
ويليام دوغرتي هو سياسي أمريكي، ولد في 6 أبريل 1932 في سو فولز في الولايات المتحدة، وتوفي بنفس المكان في 3 يوليو 2010. نشط حزبياً في الحزب الديمقراطي. وقد انتخب نائب حاكم جنوب داكوتا ‏.